# Горска жаба
Горската жаба (Rana dalmatina), наричана също горска дългокрака жаба, е земноводно от семейство Водни жаби (Ranidae). Сред жабите, срещащи се в България, тя прави най-дълги скокове, достигащи до 175 cm.
Горската жаба е зелено-кафява, задните ѝ крака са много дълги, муцуната ѝ е заострена, а точно зад окото има голямо видимо тъпанче.

## Разпространение и биотоп
Горската жаба се среща в голяма част от Европа, достигайки черноморското крайбрежие на Мала Азия и Кавказ на изток.
В България е разпространена в цялата страна до надморска височина от 1500 m, с изключение на равнинните райони с голям дял на обработваните земи. Разпространен е подвидът R. d. dalmatina.
Горската жаба предпочита влажни местности, като крайречни ливади, широколистни гори и блата.

## Начин на живот и хранене
Горската жаба се храни главно с насекоми, които лови най-често през нощта. Гъстотата на популациите е ниска, в сравнение с тези на други жаби, като жълтокоремната бумка, голямата водна жаба или планинската жаба. Зимата прекарва под водата в горски водоеми и извори, като в някои случаи при зимуването се струпват десетки екземпляри на едно място.

## Размножаване
Размножителният период на горската жаба е в самото начало на пролетта – края на февруари и началото на март. Тогава женските снасят 600 – 1400 яйца, разположени в плаващи топки от прозрачна слуз. Малките метаморфозират от юни до септември.

## Допълнителни сведения
Горската жаба е защитена от Приложение II на Бернската конвенция и от Приложение II на Закона за биологичното разнообразие.